# Академія наук (журналістський проєкт)
«Академія наук» — назва проєкту, який ведуть журналісти, що розвивають в Україні напрямок наукової журналістики — Дмитро Сімонов та Юрій Пустовіт.
«Академія наук» — одна з найпомітніших інформаційних кампаній, спрямованих на поширення актуальних знань, на просвіту та розвиток наукової журналістики як окремого напрямку медійного простору. проєкт реалізується на ресурсі «nv.ua» («Новое время») та (Радіо «НВ»). 

## Передісторія та відновлення проєкту
Вперше радіопередача з'явилася в ефірі радіо «Вести» у березні 2014 року на під назвою «Елементарно». Першим співведучим журналіста та фахового еколога Дмитра Сімонова був журналіст, біолог та активіст благочинних рухів Павло Новиков, згодом його змінили на нетривалий час письменник-фантаст Андрій Дмитрук, а потім мистецький критик Костянтин Дорошенко.
Останнім співведучим Сімонова на радіо «Вести» став Юрій Пустовіт. Вони вели передачі до кінця березня 2017 року, коли Дмитро Сімонов та Юрій Пустовіт разом з багатьма іншими журналістами залишили радіостанцію. З тих пір нові випуски науково-популярної програми припинили виходити, проте записи програми «Елементарно» продовжують виходити до ефіру і донині.
Оригінальна програма з новими гостями була відновлена в такому самому форматі і з тими самими ведучими Дмитром Сімоновим та Юрієм Пустовітом, проте з новою назвою — «Академія наук» і на новій розмовній радіостанції радіо «НВ» у березні 2018 року з початком її віщання в ефірі на колишніх частотах.

## Автори
З довідки на сайті НВ, Дмитро Сімонов — науковий журналіст, 2002 року отримав ступінь магістра в сфері екології та охорони навколишнього середовища в «Києво-Могилянській Академії»; спеціалізується на археології, космонавтиці, молекулярній біології і науковій політиці.

## Теми
Авторами проєкту формується доволі широкий спектр тем, які покликані демонструвати спектр найпомітніших доробків українських науковців та (або) доробків світового значення в інтерпретації українських науковців. Цей спектр охоплює еволюцію, екологію, астрономію, історію та інші наукові напрямки.

## Гості
Гостями проєкту є фахівці, які працюють в різних інституціях — вищій школі, Національний академії наук України, Національній академії аграрних наук тощо. Серед запрошених — фахівці, що мають досвід у популяризації науки, викладанні дисциплін, веденні наукових конференцій та шкіл-семінарів, проте одночасно плідно працюють у суто наукових проєктах.

## Зміст програм проєкту наРадіо «НВ»
Протягом першого року реалізації відновленого проєкту під назвою «Академія наук» (2018) підготовлено і поширено такі матеріали:
- Популяризація науки. Гості Олексій Болдирєв і Ксенія Семенова
- Історія Homo sapiens. Гість Ігор Дзеверін
- Артефакти давнього Єгипту в сучасній Україні. Гість Микола Тарасенко
- Космічна біологія. Гість Василь Бриков
- Людина у космосі. Гість Ярослав Пустовий
- Писемність інків. Гість Сергій Купрієнко
- Аварія на ЧАЕС. Гість Сергій Зібцев
- Небезпечні кліщі. Гість Ігор Небогаткін
- Майбутнє чорнобильської екосистеми. Гість Сергій Зібцев
- Вплив канабісу на людину. Гість Дмитро Ісаєв
- Полювання на екзопланети. Гість Ольга Захожай
- Місяць — ліхтар, який заважає пошукам: як шукають і знаходять екзопланети. Гість Ольга Захожай
- Релігійні вірування слов'ян. Гість Євген Синиця
- Колонізація Марса. Гість Анатолій Відьмаченко
- Мрії про Червону планету: як шукають життя на Марсі. Гість Анатолій Відьмаченко
- Вплив дієт на організм. Гість Дарина Прокопик